# 松岡長康
松岡 長康（まつおか ながやす、1856年9月6日（安政3年8月8日） - 1908年（明治41年）4月26日）は、日本の政治家、衆議院議員（2期）。

## 経歴
肥後国八代郡高田村(現・熊本県八代市)の地主の家に生まれる。漢学を学ぶ。農業と商業を営み、学区取締、熊本県会議員、熊本県御用掛、県収税属、八代郡所得税調査委員となる。日清戦争後の1895年、台湾総督府雲林支庁長、同法院雲林支部審判官、台中県支庁書記官となり、従七位に叙せられる。
1898年3月の第5回衆議院議員総選挙において熊本5区から自由党公認で立候補して当選する。同年8月の第6回衆議院議員総選挙で再選。衆議院議員を2期務め、1902年の第7回衆議院議員総選挙は不出馬。1908年死去。

## 親族
松岡家は中世より肥後国八代（現・熊本県八代市）において活躍してきた旧家で、妻とはいとこ婚で、その弟に松岡富雄(台湾新聞社、台湾炭業各社長、zh:松岡富雄）、松岡悌三（社会主義新聞『熊本評論』発行人）、彼らの父親の松岡長寛も熊本初の県会議員で高田村村長、夭折の詩人松岡荒村も親戚。